# 瓦尔特·马尼菲科
瓦尔特·马尼菲科（義大利語：Walter Magnifico，1961年6月18日—），意大利男子篮球运动员。他曾代表意大利获得1984年夏季奥运会篮球比赛男子第五名。他也曾在欧洲篮球锦标赛上获得一枚银牌和一枚铜牌。